# مخطط تنظيم النجدة
مخطط تنظيم النجدة أو مخطط أورساك  هي خطة الطوارئ العامة أول ما أستحدثت في فرنسا و تستخدم في حالة وقوع كارثة، عندما تكون الوسائل المحلية غير كافية

## التسمية
أورساك و هي اختصار لـلتسمية المطولة بالفرنسية " Organisation de la Réponse de SÉcurité Civile " إختصارا (بالفرنسية: plan ORSEC)‏

## خطة لتنظيم تدابير الإغاثة
هي خطة منظمة للتنسيق مع الجهات المعنية للسلامة والأمن من أجل مواجهة الكوارث الطبيعية و الحد منها في المستقبل. يساهم المخطط على حماية الناس والممتلكات والبيئة.

## مسؤولية الأشخاص المدرجين في الخطة
- القيام بالمهام الموكلة إليها بشكل دائم ؛
- إعداد منظمة إدارة الأحداث الخاصة بالمهمة، وضمان اتساقها ؛
- تحديد وتطبيق أحكام الإنذار الداخلي.
- تحديد الوسائل والمعلومات المتاحة لكافة المعنيين.

## تنظيم الخطة
- حصر وتحليل المخاطر والآثار المحتملة للتهديدات ؛
- نظام تشغيل في الخدمة ؛
- وضع طرق الإعداد والتدريب.

## الخطة الوطنية
الأحكام العامة لنظام التشغيل:
- تنظيم المراقبة والتعبئة والتنسيق والقيادة ؛
- رصد نظام اليقظة.
- إجراءات ووسائل تنبيه الأفراد وأصحاب المصلحة المعنيين ؛
- إجراءات ووسائل التنبيه ومعلومات الطوارئ للسكان.

## تنظيم عمليات الإنقاذ
جمع المعلومات - علاقات عامة
- جمع ومعالجة ونشر المعلومات للجمهور ؛
- إعداد المؤتمرات الصحفية لمدير عمليات الإغاثة.
- الترحيب بممثلي وسائل الإعلام وتزويدهم بمعلومات مفيدة.

## المجموعات المعنية بالتدخل
- الإنقاذ - الإنقاذ.
- الصحة ؛
- المساعدة المتبادلة وإعادة التأهيل ؛
- مخابرات الشرطة المرورية.
- النقل والأشغال.
- الجيوش.

## تدابير مهمة طويلة المدى
- تحديد خطط تحليل المخاطر والتغطية ؛
- تنفيذ خطط الوقاية من المخاطر
- تطوير خطط الإنقاذ في المستقبل.